# Лі Лю (династія Чен)
Лі Лю (*李流, 248  —303) — 2-й володар держави Чен у 303 році. Відомий під посмертним ім'ям Цінь-вень-ван.

## Життєпис
Походив з роду вождів племені цзун, одного з племенної тибетської групи ді. Син Лі Му, вождя. Народився 248 року в області Данцюй (сучасний Цюйсянь провінції Сичуань), отримавши ім'я Лі Лю.
Перша згадка відноситься до 298 року, коли разом з братом Лі Те з дозволу імператорського уряду відкочував до колишніх земель в Гуаньчжуні.
У 300 році воював на боці Сима Луня, князя Чжао, — спочатку проти влади імператриці  Цзя Наньфен, а потім проти інших князів, що були невдоволені посиленням Сима Луня. Але вбивство останнім 301 року брата Лі Лю — Лі Сяна — зрештою призвело до переходу братів Лі на бік повсталих князів з роду Сима.
З 301 року очолив частину військ й разом з братом Лі Те протистояв імператорським війська, що намагалися змусити цзунів повернутися до Данцюй. 302 року відзначився у битвах проти китайців. У 303 році після поразки й загибелі брата Лі Те, що перед тим зайняв Ченду, очолив цзунів і династію Чен. Він прийняв титул вана. Проте протистояти китайським військам не зміг. Він навіть розмірковував про капітуляцію. Втім хаос в Західній Цзінь призвів до того, що Лі Лю відмовився від цього. Помер того ж року. Владу перейняв його небіж Лі Сюн, що став справжнім засновником держави Чен.